# Маза (приток Колпи)
Маза — река в Кадуйском районе Вологодской области России, левый приток Колпи. Вода пресная, река несудоходна. Вытекает из болота Колпская Чисть на территории Барановского сельского поселения, откуда направляется на юго-восток, протекая мимо деревни с одноименным названием — Маза — и впадает в Колпь в 8,3 км от её устья на территории Мазского сельского поселения, напротив посёлка Нижние.
Притоки-ручьи — Матковский (Вельга), Точной, Совка, Берёзовский, Черновской, Еловик, Ольховик, Кочковатик.
В «Новогородском сборнике» при описании прихода Сухачской Николаевской церкви встречаются следующие упоминания реки Маза:
«На землях, принадлежащих приходу, протекает … и речка сплавная Маза, шириною до 3 сажень, глубиною до 2 аршин»; «Сельцо Маза на речке Мазе, у которой берега крутые…».

## Данные водного реестра
По данным государственного водного реестра России относится к Верхневолжскому бассейновому округу, водохозяйственный участок реки — Суда от истока и до устья, речной подбассейн реки — Реки бассейна Рыбинского водохранилища. Речной бассейн реки — (Верхняя) Волга до Куйбышевского водохранилища (без бассейна Оки).
Код объекта в государственном водном реестре — 08010200212110000007845.